# Devils d'Albany
Les Devils d'Albany étaient une franchise de hockey sur glace de la Ligue américaine de hockey basée à Albany dans l'État de New York aux États-Unis.

## Historique
L'équipe est créée par les Devils du New Jersey en 2010 sur la continuité des Devils de Lowell ; elle remplace l'équipe des River Rats d'Albany qui est transférée la même année pour devenir les Checkers de Charlotte.
Le 31 janvier 2017, la Ligue américaine approuve le déménagement de la franchise de Albany à Binghamton. L'équipe devient les Devils de Binghamton qui commencent leurs activités lors de la saison 2017-2018.

## Statistiques
| Saison    | PJ | V  | D  | DP | DTB | BP  | BC  | Pts | Classement                  | Séries éliminatoires                      |
| --------- | -- | -- | -- | -- | --- | --- | --- | --- | --------------------------- | ----------------------------------------- |
| 2010-2011 | 80 | 32 | 42 | 1  | 5   | 217 | 283 | 70  | 7e place, division est      | Non qualifiés                             |
| 2011-2012 | 76 | 31 | 34 | 6  | 5   | 190 | 226 | 73  | 5e place, division nord-est | Non qualifiés                             |
| 2012-2013 | 76 | 31 | 32 | 1  | 12  | 193 | 225 | 75  | 4e place, division nord-est | Non qualifiés                             |
| 2013-2014 | 76 | 40 | 23 | 5  | 8   | 220 | 193 | 93  | 2e place, division nord-est | 1-3 IceCaps de Saint-Jean                 |
| 2014-2015 | 76 | 37 | 28 | 5  | 6   | 199 | 201 | 85  | 4e place, division nord-est | Non qualifiés                             |
| 2015-2016 | 76 | 46 | 20 | 8  | 2   | 212 | 167 | 102 | 2e place, division nord     | 3-1 Comets d'Utica 3-4 Marlies de Toronto |
| 2016-2017 | 76 | 39 | 32 | 2  | 3   | 204 | 206 | 83  | 3e place, division nord     | 1-3 Marlies de Toronto                    |